# Colegio Mayor Universitario Elías Ahúja
El Colegio Mayor Elías Ahúja es un colegio mayor masculino adscrito a la Universidad Complutense de Madrid. Inaugurado el 6 de noviembre de 1969, la Fundación Elías Ahúja, propietaria del edificio, encomendó su dirección y gestión a la Orden de San Agustín, institución religiosa que lo regenta desde su apertura.
El edificio fue construido por los arquitectos Genaro Alas y Pedro Casariego en la Ciudad Universitaria, en una esquina lindante con la zona del antiguo estadio Metropolitano. Tiene capacidad para 173 colegiales en habitaciones individuales (cuenta con una doble), y cuesta 1190 euros al mes.  Esto cubre los servicios de pensión completa, lavandería y limpieza de las habitaciones.
Entre las actividades que se realizan periódicamente en este centro universitario destaca su Festival Solidario de música, las obras puestas en escena por su grupo de teatro "La Ratonera" y su sociedad de debates habiendo obtenido varios reconocimientos. En el recinto hay una biblioteca, un aula de informática, un aula de fotografía, una sala de audiovisuales, un gimnasio, un teatro para 500 personas, una sala de televisión, una capilla y una pista polideportiva.
En octubre de 2022 la Fiscalía de Madrid abrió una investigación por delito de odio por una denuncia presentada por el Movimiento contra la Intolerancia debido a unos hechos que se hicieron virales, la cual fue posteriormente archivada por la propia Fiscalía tras no apreciar delito alguno.  Un vídeo publicado en redes sociales y grabado desde el Colegio Mayor de Santa Mónica, situado enfrente, mostró el momento en que se realizaban gritos misóginos, por un estudiante asomado a la ventana de su habitación, como «Mónicas, putas. Salid de vuestras madrigueras como conejas. Sois unas putas ninfómanas. Os prometo que vais a follar todas en la capea. ¡Vamos Ahúja!» después de lo cual se levantaron las persianas de las siete plantas del edificio a la vez y todos los estudiantes empezaron a vociferar y a insultarlas más.
Según alumnas del colegio mayor femenino, esta clase de actuaciones están normalizadas y son recurrentes desde hace una década; aunque insistieron en que se trataba de una tradición anual de la que ellas formaban parte. Las propias alumnas publicaron un comunicado indicando que el vídeo estaba descontextualizado y que generaba una óptica de machismo y misoginia que no se correspondía con la realidad, destacando que no se habían sentido ofendidas y que habían sido partícipes. Por su parte, la dirección del colegio expulsó al protagonista de los gritos machistas —un estudiante mallorquín conocido por exhibir ideología ultraderechista— durante cuarenta días, alegando que era la sanción máxima posible según el reglamento interno. El resto de participantes fueron exonerados de todo castigo tras pedir disculpas.